# It’s Always Sunny in Philadelphia/Episodenliste

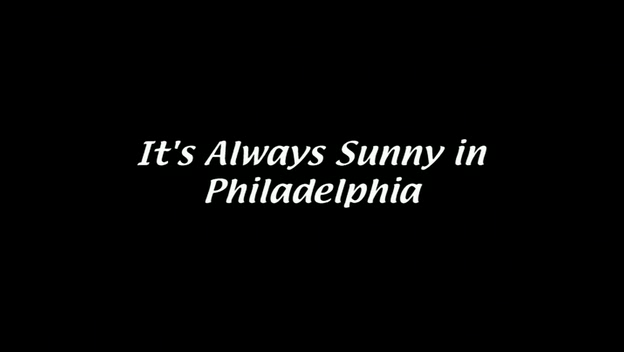
Logo zur Serie

Diese Episodenliste enthält alle Episoden der US-amerikanischen Comedyserie It’s Always Sunny in Philadelphia, sortiert nach der US-amerikanischen Erstausstrahlung. Die Fernsehserie umfasst derzeit sechzehn Staffeln mit 170 Episoden.

## Übersicht
| Staffel | Episodenanzahl | Erstausstrahlung USA | Erstausstrahlung USA | Deutschsprachige Erstveröffentlichung | Deutschsprachige Erstveröffentlichung |
| Staffel | Episodenanzahl | Staffelpremiere      | Staffelfinale        | Staffelpremiere                       | Staffelfinale                         |
| ------- | -------------- | -------------------- | -------------------- | ------------------------------------- | ------------------------------------- |
| 1       | 7              | 4. August 2005       | 15. September 2005   | 18. Januar 2007                       | 17. Februar 2007                      |
| 2       | 10             | 29. Juni 2006        | 17. August 2006      | 24. März 2007                         | 19. Mai 2007                          |
| 3       | 15             | 13. September 2007   | 15. November 2007    | 18. Februar 2009                      | 3. Juni 2009                          |
| 4       | 13             | 18. September 2008   | 20. November 2008    | 15. April 2014                        | 23. April 2014                        |
| 5       | 12             | 17. September 2009   | 10. Dezember 2009    | 23. April 2014                        | 30. April 2014                        |
| 6       | 14             | 16. September 2010   | 16. Dezember 2010    | 7. September 2021                     | 7. September 2021                     |
| 7       | 13             | 15. September 2011   | 15. Dezember 2011    | 28. September 2021                    | 28. September 2021                    |
| 8       | 10             | 11. Oktober 2012     | 20. Dezember 2012    | 19. Oktober 2021                      | 19. Oktober 2021                      |
| 9       | 10             | 4. September 2013    | 6. November 2013     | 2. November 2021                      | 2. November 2021                      |
| 10      | 10             | 14. Januar 2015      | 18. März 2015        | 9. November 2021                      | 9. November 2021                      |
| 11      | 10             | 6. Januar 2016       | 9. März 2016         | 23. November 2021                     | 23. November 2021                     |
| 12      | 10             | 4. Januar 2017       | 8. März 2017         | 7. Dezember 2021                      | 7. Dezember 2021                      |
| 13      | 10             | 5. September 2018    | 7. November 2018     | 11. Januar 2022                       | 11. Januar 2022                       |
| 14      | 10             | 25. September 2019   | 20. November 2019    | 25. Januar 2022                       | 25. Januar 2022                       |
| 15      | 8              | 1. Dezember 2021     | 22. Dezember 2021    |                                       |                                       |
| 16      | 8              | 7. Juni 2023         | 19. Juli 2023        |                                       |                                       |

## Staffel 1
Die Erstausstrahlung der ersten Staffel war vom 4. August bis zum 15. September 2005 auf dem US-amerikanischen Kabelsender FX zu sehen. Die deutschsprachige Erstausstrahlung sendete Comedy Central Deutschland vom 18. Januar bis zum 17. Februar 2007.
| Nr. (ges.) | Nr. (St.) | Deutscher Titel        | Originaltitel                         | Erstausstrahlung USA | Deutschsprachige Erstausstrahlung (D) | Regie            | Drehbuch                     |
| ---------- | --------- | ---------------------- | ------------------------------------- | -------------------- | ------------------------------------- | ---------------- | ---------------------------- |
| 1          | 1         | Alles Rassisten!       | The Gang Gets Racist                  | 4. Aug. 2005         | 18. Jan. 2007                         | John Fortenberry | Charlie Day & Rob McElhenney |
| 2          | 2         | Plötzlich Vater        | Charlie Wants an Abortion             | 11. Aug. 2005        | 1. Feb. 2007                          | John Fortenberry | Charlie Day & Rob McElhenney |
| 3          | 3         | Alkoholprobleme        | Underage Drinking: A National Concern | 18. Aug. 2005        | 8. Feb. 2007                          | Dan Attias       | Rob McElhenney               |
| 4          | 4         | Die Mitleidstour       | Charlie Has Cancer                    | 25. Aug. 2005        | 10. Feb. 2007                         | Rob McElhenney   | Rob McElhenney               |
| 5          | 5         | Schießwut              | Gun Fever                             | 1. Sep. 2005         | 15. Feb. 2007                         | Dan Attias       | Glenn Howerton               |
| 6          | 6         | Der unbekannte Tote    | The Gang Finds a Dead Guy             | 8. Sep. 2005         | 17. Feb. 2007                         | Dan Attias       | Rob McElhenney               |
| 7          | 7         | Charlie wird belästigt | Charlie Got Molested                  | 16. Sep. 2005        | 25. Jan. 2007                         | John Fortenberry | Rob McElhenney               |

## Staffel 2
Die Erstausstrahlung der zweiten Staffel war vom 29. Juni bis zum 17. August 2006 auf dem US-amerikanischen Kabelsender FX zu sehen. Die deutschsprachige Erstausstrahlung sendete Comedy Central Deutschland vom 24. März bis zum 19. Mai 2007.
| Nr. (ges.) | Nr. (St.) | Deutscher Titel             | Originaltitel                                 | Erstausstrahlung USA | Deutschsprachige Erstausstrahlung (D) | Regie          | Drehbuch                                      |
| ---------- | --------- | --------------------------- | --------------------------------------------- | -------------------- | ------------------------------------- | -------------- | --------------------------------------------- |
| 8          | 1         | Daddy flippt aus            | Charlie Gets Crippled                         | 29. Juni 2006        | 22. Apr. 2007                         | Rob McElhenney | Rob McElhenney & Charlie Day & Glenn Howerton |
| 9          | 2         | Wilde Baumaßnahmen          | The Gang Goes Jihad                           | 29. Juni 2006        | 22. Apr. 2007                         | Dan Attias     | Rob McElhenney                                |
| 10         | 3         | Die Sozialschiene           | Dennis and Dee Go on Welfare                  | 6. Juli 2006         | 5. Mai 2007                           | Dan Attias     | Rob McElhenney                                |
| 11         | 4         | Sex-Karussell               | Mac Bangs Dennis’ Mom                         | 6. Juli 2006         | 5. Mai 2007                           | Dan Attias     | Charlie Day & Glenn Howerton                  |
| 12         | 5         | Hundert Dollar Baby         | Hundred Dollar Baby                           | 13. Juli 2006        | 12. Mai 2007                          | Dan Attias     | Rob McElhenney & Charlie Day & Glenn Howerton |
| 13         | 6         | Im Basketballrausch         | The Gang Gives Back                           | 20. Juli 2006        | 12. Mai 2007                          | Dan Attias     | Charlie Day                                   |
| 14         | 7         | Mit Gott im selben Boot     | The Gang Exploits a Miracle                   | 27. Juli 2006        | 19. Mai 2007                          | Dan Attias     | Charlie Day & Chris Romano & Eric Falconer    |
| 15         | 8         | So läuft das in der Politik | The Gang Runs for Office                      | 3. Aug. 2006         | 24. März 2007                         | Dan Attias     | David Hornsby                                 |
| 16         | 9         | Captain America             | Charlie Goes America All Over Everybody’s Ass | 10. Aug. 2006        | 24. März 2007                         | Dan Attias     | Rob McElhenney & Charlie Day                  |
| 17         | 10        | Alte One-Night-Stands       | Dennis and Dee Get a New Dad                  | 17. Aug. 2006        | 25. März 2007                         | Dan Attias     | Rob McElhenney                                |

## Staffel 3
Die Erstausstrahlung der dritten Staffel war vom 13. September bis zum 15. November 2007 auf dem US-amerikanischen Kabelsender FX zu sehen. Die deutschsprachige Erstausstrahlung sendete Comedy Central Deutschland vom 18. Februar bis zum 3. Juni 2009.
| Nr. (ges.) | Nr. (St.) | Deutscher Titel                       | Originaltitel                               | Erstausstrahlung USA | Deutschsprachige Erstausstrahlung (D) | Regie        | Drehbuch                                     |
| ---------- | --------- | ------------------------------------- | ------------------------------------------- | -------------------- | ------------------------------------- | ------------ | -------------------------------------------- |
| 18         | 1         | Das Müllcontainer-Baby                | The Gang Finds a Dumpster Baby              | 13. Sep. 2007        | 18. Feb. 2009                         | Jerry Levine | Rob McElhenney & Charlie Day                 |
| 19         | 2         | Die Unbesiegbaren                     | The Gang Gets Invincible                    | 13. Sep. 2007        | 25. Feb. 2009                         | Fred Savage  | Charlie Day & Glenn Howerton & David Hornsby |
| 20         | 3         | Die Erbschleicher                     | Dennis and Dee’s Mom Is Dead                | 20. Sep. 2007        | 4. März 2009                          | Matt Shakman | Rob McElhenney & David Hornsby               |
| 21         | 4         | Die Rache der McPoyles                | The Gang Gets Held Hostage                  | 20. Sep. 2007        | 11. März 2009                         | Fred Savage  | Lisa Parsons & Rob McElhenney                |
| 22         | 5         | Das Aluminium-Monster und Fatty Magoo | The Aluminum Monster vs. Fatty McGoo        | 27. Sep. 2007        | 18. März 2009                         | Fred Savage  | Charlie Day & Glenn Howerton                 |
| 23         | 6         | Ärger mit Nordkorea                   | The Gang Solves the North Korea Situation   | 27. Sep. 2007        | 25. März 2009                         | Fred Savage  | Charlie Day & Scott Marder & Rob Rosell      |
| 24         | 7         | Feindliche Nicht-Übernahme            | The Gang Sells Out                          | 4. Okt. 2007         | 8. Apr. 2009                          | Matt Shakman | Charlie Day & David Hornsby                  |
| 25         | 8         | Der Promifaktor                       | Frank Sets Sweet Dee on Fire                | 4. Okt. 2007         | 15. Apr. 2009                         | Fred Savage  | Rob McElhenney, Scott Marder & Rob Rosell    |
| 26         | 9         | Sex, Drugs and Rap ?n? Roll           | Sweet Dee’s Dating a Retarded Person        | 11. Okt. 2007        | 22. Apr. 2009                         | Jerry Levine | Glenn Howerton, Scott Marder & Rob Rosell    |
| 27         | 10        | Mit dem Killer auf du und du          | Mac is a Serial Killer                      | 18. Okt. 2007        | 29. Apr. 2009                         | Jerry Levine | Charlie Day & David Hornsby                  |
| 28         | 11        | Dennis, der Kinderschänder?           | Dennis Looks Like a Registered Sex Offender | 25. Okt. 2007        | 6. Mai 2009                           | Jerry Levine | Rob McElhenney                               |
| 29         | 12        | ’ne Nase voll Stoff – Teil 1          | The Gang Gets Whacked (1)                   | 1. Nov. 2007         | 13. Mai 2009                          | Matt Shakman | Glenn Howerton & Scott Marder & Rob Rosell   |
| 30         | 13        | ’ne Nase voll Stoff – Teil 2          | The Gang Gets Whacked (2)                   | 1. Nov. 2007         | 20. Mai 2009                          | Matt Shakman | Scott Marder & Rob Rosell                    |
| 31         | 14        | Die Möchtegern-Cops                   | Bums: Making a Mess All Over the City       | 8. Nov. 2007         | 27. Mai 2009                          | Jerry Levine | Charlie Day & David Hornsby                  |
| 32         | 15        | Dance, Baby, dance                    | The Gang Dances Their Asses Off             | 15. Nov. 2007        | 3. Juni 2009                          | Matt Shakman | David Hornsby & Scott Marder & Rob Rosell    |

## Staffel 4
Die Erstausstrahlung der vierten Staffel war vom 18. September bis zum 20. November 2008 auf dem US-amerikanischen Kabelsender FX zu sehen. Die deutschsprachige Erstausstrahlung sendete der deutsche Pay-TV-Sender ProSieben Fun vom 15. bis zum 23. April 2014.
| Nr. (ges.) | Nr. (St.) | Deutscher Titel                       | Originaltitel                                      | Erstausstrahlung USA | Deutschsprachige Erstausstrahlung (D) | Regie                      | Drehbuch                                        |
| ---------- | --------- | ------------------------------------- | -------------------------------------------------- | -------------------- | ------------------------------------- | -------------------------- | ----------------------------------------------- |
| 33         | 1         | Menschenjäger                         | Mac & Dennis: Manhunters                           | 18. Sep. 2008        | 15. Apr. 2014                         | Fred Savage                | Charlie Day & Jordan Young & Elijah Aron        |
| 34         | 2         | Die Benzinkrise                       | The Gang Solves the Gas Crisis                     | 18. Sep. 2008        | 15. Apr. 2014                         | Matt Shakman               | Charlie Day & Sonny Lee & Patrick Walsh         |
| 35         | 3         | Paddy’s Top Model                     | America’s Next Top Paddy’s Billboard Model Contest | 25. Sep. 2008        | 16. Apr. 2014                         | Fred Savage                | Rob McElhenney & Charlie Day & Adam Stein       |
| 36         | 4         | Projekt „Bad Ass“                     | Mac’s Banging the Waitress                         | 25. Sep. 2008        | 16. Apr. 2014                         | Fred Savage                | David Hornsby                                   |
| 37         | 5         | Mac und Charlie sterben – Teil 1      | Mac and Charlie Die (1)                            | 2. Okt. 2008         | 17. Apr. 2014                         | Fred Savage & Matt Shakman | Charlie Day & Glenn Howerton & Rob McElhenney   |
| 38         | 6         | Mac und Charlie sterben – Teil 2      | Mac and Charlie Die (2)                            | 2. Okt. 2008         | 17. Apr. 2014                         | Fred Savage                | Charlie Day & Glenn Howerton & Rob McElhenney   |
| 39         | 7         | Wer hat ins Bett gemacht?             | Who Pooped the Bed?                                | 9. Okt. 2008         | 18. Apr. 2014                         | Fred Savage                | Rob McElhenney & Scott Marder & Rob Rosell      |
| 40         | 8         | Die schlimmste Bar in Philadelphia    | Paddy’s Pub: The Worst Bar in Philadelphia         | 16. Okt. 2008        | 18. Apr. 2014                         | Matt Shakman               | Scott Marder & Rob Rosell & David Hornsby       |
| 41         | 9         | Dennis Reynolds: Ein erotisches Leben | Dennis Reynolds: An Erotic Life                    | 23. Okt. 2008        | 21. Apr. 2014                         | Fred Savage                | Glenn Howerton & Rob Rosell & Scott Marder      |
| 42         | 10        | Dee hat einen Herzinfarkt             | Sweet Dee Has a Heart Attack                       | 30. Okt. 2008        | 21. Apr. 2014                         | Matt Shakman               | Rob Rosell & Scott Marder                       |
| 43         | 11        | Geteert und gefedert                  | The Gang Cracks the Liberty Bell                   | 6. Nov. 2008         | 22. Apr. 2014                         | Matt Shakman               | Rob McElhenney & Glenn Howerton & David Hornsby |
| 44         | 12        | Renovierung extrem                    | The Gang Gets Extreme: Home Makeover Edition       | 13. Okt. 2008        | 22. Apr. 2014                         | Fred Savage                | Charlie Day & Glenn Howerton & David Hornsby    |
| 45         | 13        | Der Nachtmann kommt                   | The Nightman Cometh                                | 20. Okt. 2008        | 23. Apr. 2014                         | Matt Shakman               | Charlie Day & Glenn Howerton & Rob McElhenney   |

## Staffel 5
Die Erstausstrahlung der fünften Staffel war vom 17. September bis zum 10. Dezember 2009 auf dem US-amerikanischen Kabelsender FX zu sehen. Die deutschsprachige Erstausstrahlung sendete der deutsche Pay-TV-Sender ProSieben Fun vom 23. bis zum 30. April 2014.
| Nr. (ges.) | Nr. (St.) | Deutscher Titel                        | Originaltitel                                    | Erstausstrahlung USA | Deutschsprachige Erstausstrahlung (D) | Regie           | Drehbuch                                  |
| ---------- | --------- | -------------------------------------- | ------------------------------------------------ | -------------------- | ------------------------------------- | --------------- | ----------------------------------------- |
| 46         | 1         | Die Immobilienkrise                    | The Gang Exploits the Mortgage Crisis            | 17. Sep. 2009        | 23. Apr. 2014                         | Randall Einhorn | Becky Mann & Audra Sielaff                |
| 47         | 2         | Der Roadtrip                           | The Gang Hits the Road                           | 24. Sep. 2009        | 24. Apr. 2014                         | Fred Savage     | Charlie Day & Glenn Howerton              |
| 48         | 3         | Wirtschaft für Anfänger                | The Great Recession                              | 1. Okt. 2009         | 24. Apr. 2014                         | Fred Savage     | David Hornsby                             |
| 49         | 4         | Wein in Dosen                          | The Gang Gives Frank an Intervention             | 8. Okt. 2009         | 25. Apr. 2014                         | Fred Savage     | Scott Marder & Rob Rosell                 |
| 50         | 5         | Die Kellnerin heiratet                 | The Waitress Is Getting Married                  | 15. Okt. 2009        | 25. Apr. 2014                         | Fred Savage     | Charlie Day & Glenn Howerton              |
| 51         | 6         | Der geheime Tunnel                     | The World Series Defense                         | 22. Okt. 2009        | 28. Apr. 2014                         | Randall Einhorn | David Hornsby                             |
| 52         | 7         | Wrestling für die Truppen              | The Gang Wrestles for the Troops                 | 29. Okt. 2009        | 28. Apr. 2014                         | Randall Einhorn | Scott Marder & Rob Rosell                 |
| 53         | 8         | Paddy’s Bar und die Katzen-Schläppchen | Paddy’s Pub: Home of the Original Kitten Mittens | 5. Nov. 2009         | 29. Apr. 2014                         | Randall Einhorn | Sonny Lee & Patrick Walsh                 |
| 54         | 9         | Katzenjammer                           | Mac and Dennis Break Up                          | 12. Nov. 2009        | 29. Apr. 2014                         | Fred Savage     | Scott Marder & Rob Rosell                 |
| 55         | 10        | Das D.E.N.N.I.S. System                | The D.E.N.N.I.S. System                          | 19. Nov. 2009        | 30. Apr. 2014                         | Randall Einhorn | David Hornsby & Scott Marder & Rob Rosell |
| 56         | 11        | Hollywood ruft                         | Mac and Charlie Write a Movie                    | 3. Dez. 2009         | 30. Apr. 2014                         | Randall Einhorn | Glenn Howerton & Rob McElhenney           |
| 57         | 12        | Alte Rivalitäten                       | The Gang Reignites the Rivalry                   | 10. Dez. 2009        | 30. Apr. 2014                         | Randall Einhorn | Dave Chernin & Charlie Day                |

## Staffel 6
Die Erstausstrahlung der sechsten Staffel war vom 16. September bis zum 9. Dezember 2010 auf dem US-amerikanischen Kabelsender FX zu sehen. Eine deutschsprachige Erstausstrahlung wurde am 7. September 2021 auf dem Streaming-Dienst Sky Ticket veröffentlicht. Eine lineare Ausstrahlung wurde vom 7. September bis zum 21. September 2021 auf dem hauseigenen Sender Sky Comedy vorgenommen. Dabei wurde allerdings die 9. Episode der Staffel ausgelassen.
| Nr. (ges.) | Nr. (St.) | Deutscher Titel                       | Originaltitel                         | Erstausstrahlung USA | Deutschsprachige Erstausstrahlung (D) | Regie           | Drehbuch                                   |
| ---------- | --------- | ------------------------------------- | ------------------------------------- | -------------------- | ------------------------------------- | --------------- | ------------------------------------------ |
| 58         | 1         | Mac kämpft gegen die Homo-Ehe         | Mac Fights Gay Marriage               | 16. Sep. 2010        | 7. Sep. 2021                          | Randall Einhorn | Becky Mann & Audra Sielaff                 |
| 59         | 2         | Dennis lässt sich scheiden            | Dennis Gets Divorced                  | 23. Sep. 2010        | 7. Sep. 2021                          | Randall Einhorn | Dave Chernin & John Chernin                |
| 60         | 3         | Die Clique kauft ein Schiff           | The Gang Buys a Boat                  | 30. Sep. 2010        | 7. Sep. 2021                          | Randall Einhorn | Charlie Day & Rob McElhenney               |
| 61         | 4         | Macs großer Durchbruch                | Mac’s Big Break                       | 7. Okt. 2010         | 7. Sep. 2021                          | Randall Einhorn | Rob Rosell                                 |
| 62         | 5         | Mac und Charlie: weißer Abschaum      | Mac and Charlie: White Trash          | 14. Okt. 2010        | 7. Sep. 2021                          | Randall Einhorn | Luvh Rakhe                                 |
| 63         | 6         | Macs Mutter brennt ihr Haus nieder    | Mac’s Mom Burns Her House Down        | 21. Okt. 2010        | 7. Sep. 2021                          | Matt Shakman    | Scott Marder & Rob Rosell                  |
| 64         | 7         | Wer hat Dee geschwängert?             | Who Got Dee Pregnant?                 | 28. Okt. 2010        | 7. Sep. 2021                          | Randall Einhorn | Charlie Day & Rob McElhenney               |
| 65         | 8         | Die Clique bekommt ein neues Mitglied | The Gang Gets a New Member            | 4. Nov. 2010         | 7. Sep. 2021                          | Matt Shakman    | David Hornsby                              |
| 66         | 9         | —                                     | Dee Reynolds: Shaping America’s Youth | 11. Nov. 2010        | —                                     | Matt Shakman    | David Hornsby                              |
| 67         | 10        | Charlie Kelly – König der Ratten      | Charlie Kelly: King of the Rats       | 18. Nov. 2010        | 7. Sep. 2021                          | Matt Shakman    | Scott Marder & Rob Rosell                  |
| 68         | 11        | Die Clique verläuft sich im Wald      | The Gang Gets Stranded in the Woods   | 2. Dez. 2010         | 7. Sep. 2021                          | Matt Shakman    | Scott Marder, Rob Rosell & Luvh Rakhe      |
| 69         | 12        | Dee entbindet                         | Dee Gives Birth                       | 9. Dez. 2010         | 7. Sep. 2021                          | Matt Shakman    | David Hornsby & Becky Mann & Audra Sielaff |
| 70         | 13        | Ein sonniges Weihnachtsfest           | A Very Sunny Christmas (1)            | 16. Dez. 2010        | 7. Sep. 2021                          | Fred Savage     | Charlie Day & Rob McElhenney               |
| 71         | 14        | Ein sonniges Weihnachtsfest           | A Very Sunny Christmas (2)            | 16. Dez. 2010        | 7. Sep. 2021                          | Fred Savage     | Charlie Day & Rob McElhenney               |

## Staffel 7
Die Erstausstrahlung der siebten Staffel war vom 15. September bis zum 15. Dezember 2011 auf dem US-amerikanischen Kabelsender FX zu sehen. Eine deutschsprachige Erstausstrahlung wurde am 28. September 2021 auf dem Streaming-Dienst Sky Ticket veröffentlicht. Eine lineare Ausstrahlung wurde vom 28. September bis zum 12. Oktober 2021 auf dem hauseigenen Sender Sky Comedy vorgenommen.
| Nr. (ges.) | Nr. (St.) | Deutscher Titel                                 | Originaltitel                                       | Erstausstrahlung USA | Deutschsprachige Erstausstrahlung (D) | Regie                          | Drehbuch                                     |
| ---------- | --------- | ----------------------------------------------- | --------------------------------------------------- | -------------------- | ------------------------------------- | ------------------------------ | -------------------------------------------- |
| 72         | 1         | Franks Pretty Woman                             | Frank’s Pretty Woman                                | 15. Sep. 2011        | 28. Sep. 2021                         | Matt Shakman                   | Scott Marder & Rob Rosell                    |
| 73         | 2         | Die Clique fährt nach Jersey Shore              | The Gang Goes to the Jersey Shore                   | 22. Sep. 2011        | 28. Sep. 2021                         | Matt Shakman                   | Dave Chernin & John Chernin                  |
| 74         | 3         | Frank Reynolds’ kleine Schönheiten              | Frank Reynolds’ Little Beauties                     | 29. Sep. 2011        | 28. Sep. 2021                         | Matt Shakman                   | Scott Marder & Rob Rosell                    |
| 75         | 4         | Sweet Dee hat eine Steuerprüfung                | Sweet Dee Gets Audited                              | 6. Okt. 2011         | 28. Sep. 2021                         | Matt Shakman                   | Rob McElhenney, Glenn Howerton & Charlie Day |
| 76         | 5         | Franks Bruder                                   | Frank’s Brother                                     | 13. Okt. 2011        | 28. Sep. 2021                         | Matt Shakman                   | David Hornsby                                |
| 77         | 6         | Der Sturm des Jahrhunderts                      | The Storm of the Century                            | 20. Okt. 2011        | 28. Sep. 2021                         | Matt Shakman                   | Charles W. Hornsby                           |
| 78         | 7         | Chardee MacDennis: Das Spiel der Spiele         | Chardee MacDennis: The Game of Games                | 27. Nov. 2011        | 28. Sep. 2021                         | Matt Shakman                   | Charlie Day & Rob McElhenney                 |
| 79         | 8         | Das ANTI-soziale Netzwerk                       | The Anti-Social Network                             | 3. Nov. 2011         | 28. Sep. 2021                         | Matt Shakman                   | Charlie Day & Glenn Howerton                 |
| 80         | 9         | Die Clique sitzt in der Falle                   | The Gang Gets Trapped                               | 10. Nov. 2011        | 28. Sep. 2021                         | Matt Shakman                   | Luvh Rakhe                                   |
| 81         | 10        | Wie Mac fett wurde                              | How Mac Got Fat                                     | 17. Nov. 2011        | 28. Sep. 2021                         | Randall Einhorn & Matt Shakman | Scott Marder & Mehar Sethi                   |
| 82         | 11        | Thunder Gun Express                             | Thunder Gun Express                                 | 1. Dez. 2011         | 28. Sep. 2021                         | Matt Shakman                   | Dave Chernin & John Chernin                  |
| 83         | 12        | Das Klassentreffen                              | The High School Reunion                             | 8. Dez. 2011         | 28. Sep. 2021                         | Matt Shakman                   | Glenn Howerton & Rob McElhenney              |
| 84         | 13        | Das Klassentreffen Teil 2: Die Rache der Clique | The High School Reunion, Part 2: The Gang’s Revenge | 15. Dez. 2011        | 28. Sep. 2021                         | Matt Shakman                   | Glenn Howerton & Rob McElhenney              |

## Staffel 8
Die Erstausstrahlung der achten Staffel ist seit dem 11. Oktober 2012 auf dem US-amerikanischen Kabelsender FX zu sehen. Eine deutschsprachige Erstausstrahlung wurde am 19. Oktober 2021 auf dem Streaming-Dienst Sky Ticket veröffentlicht. Eine lineare Ausstrahlung wurde vom 19. Oktober bis zum 26. Oktober 2021 auf dem hauseigenen Sender Sky Comedy vorgenommen. Dabei wurde allerdings die 2. Episode der Staffel ausgelassen.
| Nr. (ges.) | Nr. (St.) | Deutscher Titel                                    | Originaltitel                             | Erstausstrahlung USA | Deutschsprachige Erstausstrahlung (D) | Regie         | Drehbuch                                     |
| ---------- | --------- | -------------------------------------------------- | ----------------------------------------- | -------------------- | ------------------------------------- | ------------- | -------------------------------------------- |
| 85         | 1         | Pop-Pop: Die Endlösung                             | Pop–Pop: The Final Solution               | 11. Okt. 2012        | 19. Okt. 2021                         | Matt Shakman  | Charlie Day, Glenn Howerton & Rob McElhenney |
| 86         | 2         | —                                                  | The Gang Recycles Their Trash             | 18. Okt. 2012        | —                                     | Matt Shakman  | Charlie Day, Glenn Howerton & Rob McElhenney |
| 87         | 3         | Das Hochzeits-Massaker                             | Maureen Ponderosa’s Wedding Massacre      | 25. Okt. 2012        | 19. Okt. 2021                         | Richie Keen   | Charlie Day, Glenn Howerton & Rob McElhenney |
| 88         | 4         | Charlie und Dee finden die Liebe                   | Charlie and Dee Find Love                 | 1. Nov. 2012         | 19. Okt. 2021                         | Richie Keen   | Charlie Day, Glenn Howerton & Rob McElhenney |
| 89         | 5         | Die Clique wird analysiert                         | The Gang Gets Analyzed                    | 8. Nov. 2012         | 19. Okt. 2021                         | Todd Biermann | Luvh Rakhe                                   |
| 90         | 6         | Charlies Mutter hat Krebs                          | Charlie’s Mom Has Cancer                  | 15. Nov. 2012        | 19. Okt. 2021                         | Richie Keen   | Scott Marder & Rob Rosell                    |
| 91         | 7         | Frank ist wieder im Geschäft                       | Frank’s Back in Business                  | 29. Nov. 2012        | 19. Okt. 2021                         | Richie Keen   | Dave Chernin & John Chernin                  |
| 92         | 8         | Charlie regiert die Welt                           | Charlie Rules the World                   | 6. Dez. 2012         | 19. Okt. 2021                         | Matt Shakman  | David Hornsby                                |
| 93         | 9         | Die Clique geht ins Restaurant                     | The Gang Dines Out                        | 13. Dez. 2012        | 19. Okt. 2021                         | Matt Shakman  | Mehar Sethi                                  |
| 94         | 10        | Reynolds vs. Reynolds: Die Cornflakes-Verteidigung | Reynolds vs. Reynolds: The Cereal Defense | 20. Dez. 2012        | 19. Okt. 2021                         | Richie Keen   | Charlie Day, Glenn Howerton & Rob McElhenney |

## Staffel 9
Die Erstausstrahlung der neunten Staffel war vom 4. September bis zum 27. November 2013 auf dem FX-Schwesternsender FXX zu sehen. Eine deutschsprachige Erstausstrahlung wurde am 2. November 2021 auf dem Streaming-Dienst Sky Ticket veröffentlicht. Eine lineare Ausstrahlung wurde vom 2. November bis zum 9. November 2021 auf dem hauseigenen Sender Sky Comedy vorgenommen. Dabei wurde allerdings die 9. Episode der Staffel ausgelassen.
| Nr. (ges.) | Nr. (St.) | Deutscher Titel    | Originaltitel                              | Erstausstrahlung USA | Deutschsprachige Erstausstrahlung (D) | Regie         | Drehbuch                                     |
| ---------- | --------- | ------------------ | ------------------------------------------ | -------------------- | ------------------------------------- | ------------- | -------------------------------------------- |
| 95         | 1         | Selbstverachtung   | The Gang Broke Dee                         | 4. Sep. 2013         | 2. Nov. 2021                          | Richie Keen   | Charlie Day, Glenn Howerton & Rob McElhenney |
| 96         | 2         | Hitzige Gemüter    | Gun Fever Too: Still Hot                   | 11. Sep. 2013        | 2. Nov. 2021                          | Todd Biermann | Charlie Day, Glenn Howerton & Rob McElhenney |
| 97         | 3         | Kurswechsel        | The Gang Tries Desperately to Win an Award | 18. Sep. 2013        | 2. Nov. 2021                          | Richie Keen   | David Hornsby                                |
| 98         | 4         | Investitionen      | Mac and Dennis Buy a Timeshare             | 25. Sep. 2013        | 2. Nov. 2021                          | Dan Attias    | Dave Chernin & John Chernin                  |
| 99         | 5         | Mac Day            | Mac Day                                    | 2. Okt. 2013         | 2. Nov. 2021                          | Richie Keen   | Charlie Day, Glenn Howerton & Rob McElhenney |
| 100        | 6         | Helden von heute   | The Gang Saves the Day                     | 9. Okt. 2013         | 2. Nov. 2021                          | Dan Attias    | Dave Chernin & John Chernin                  |
| 101        | 7         | Quarantäne         | The Gang Gets Quarantined                  | 16. Okt. 2013        | 2. Nov. 2021                          | Heath Cullens | David Hornsby                                |
| 102        | 8         | Blumen für Charlie | Flowers for Charlie                        | 23. Okt. 2013        | 2. Nov. 2021                          | Dan Attias    | David Benioff & D. B. Weiss                  |
| 103        | 9         | —                  | The Gang Makes Lethal Weapon 6             | 30. Okt. 2013        | —                                     | Dan Attias    | Scott Marder                                 |
| 104        | 10        | Harmonie           | The Gang Squashes Their Beefs              | 6. Nov. 2013         | 2. Nov. 2021                          | Todd Biermann | Rob Rosell                                   |

## Staffel 10
Die Erstausstrahlung der zehnten Staffel war vom 14. Januar bis zum 18. März 2015 auf dem FX-Schwesternsender FXX zu sehen. Eine deutschsprachige Erstausstrahlung wurde am 9. November 2021 auf dem Streaming-Dienst Sky Ticket veröffentlicht. Eine lineare Ausstrahlung wurde vom 9. November bis zum 23. November 2021 auf dem hauseigenen Sender Sky Comedy vorgenommen.
| Nr. (ges.) | Nr. (St.) | Deutscher Titel                                            | Originaltitel                                   | Erstausstrahlung USA | Deutschsprachige Erstausstrahlung (D) | Regie         | Drehbuch                                     |
| ---------- | --------- | ---------------------------------------------------------- | ----------------------------------------------- | -------------------- | ------------------------------------- | ------------- | -------------------------------------------- |
| 105        | 1         | Die Clique schlägt Boggs                                   | The Gang Beats Boggs                            | 14. Jan. 2015        | 9. Nov. 2021                          | Todd Biermann | Dave Chernin & John Chernin                  |
| 106        | 2         | Die Clique hat ein Gruppen-Date                            | The Gang Group Dates                            | 21. Jan. 2015        | 9. Nov. 2021                          | Richie Keen   | Rob Rosell                                   |
| 107        | 3         | Psycho-Pete ist zurück                                     | Psycho Pete Returns                             | 28. Jan. 2015        | 9. Nov. 2021                          | Todd Biermann | Charlie Day, Glenn Howerton & Rob McElhenney |
| 108        | 4         | Charlies Rettungsplan                                      | Charlie Work                                    | 4. Feb. 2015         | 9. Nov. 2021                          | Matt Shakman  | Charlie Day, Glenn Howerton & Rob McElhenney |
| 109        | 5         | Die Clique spioniert                                       | The Gang Spies Like U.S.                        | 11. Feb. 2015        | 9. Nov. 2021                          | Matt Shakman  | David Hornsby                                |
| 110        | 6         | Die Clique verpasst eine Gelegenheit                       | The Gang Misses the Boat                        | 18. Feb. 2015        | 9. Nov. 2021                          | Richie Keen   | Charlie Day, Glenn Howerton & Rob McElhenney |
| 111        | 7         | Mac spielt Detektiv                                        | Mac Kills His Dad                               | 25. Feb. 2015        | 9. Nov. 2021                          | Heath Cullens | Dave Chernin, John Chernin and David Hornsby |
| 112        | 8         | Die Clique tritt im Fernsehen auf                          | The Gang Goes on Family Fight                   | 4. März 2015         | 9. Nov. 2021                          | Matt Shakman  | Charlie Day, Glenn Howerton & Rob McElhenney |
| 113        | 9         | Frank geht in den Ruhestand                                | Frank Retires                                   | 11. März 2015        | 9. Nov. 2021                          | Richie Keen   | Charlie Day, Glenn Howerton & Rob McElhenney |
| 114        | 10        | Arschtreter: Mac und Charlie schließen sich einer Sekte an | Ass Kickers United: Mac and Charlie Join a Cult | 18. März 2015        | 9. Nov. 2021                          | Heath Cullens | Scott Marder                                 |

## Staffel 11
Im April 2014 wurde die Serie von FXX um zwei weitere Staffeln mit je zehn Episoden verlängert. Die Erstausstrahlung der elften Staffel war vom 6. Januar bis zum 9. März 2016 auf dem FX-Schwesternsender FXX zu sehen. Eine deutschsprachige Erstausstrahlung wurde am 23. November 2021 auf dem Streaming-Dienst Sky Ticket veröffentlicht. Eine lineare Ausstrahlung wurde vom 23. November bis zum 7. Dezember 2021 auf dem hauseigenen Sender Sky Comedy vorgenommen.
| Nr. (ges.) | Nr. (St.) | Deutscher Titel                                     | Originaltitel                                   | Erstausstrahlung USA | Deutschsprachige Erstausstrahlung (D) | Regie         | Drehbuch                       |
| ---------- | --------- | --------------------------------------------------- | ----------------------------------------------- | -------------------- | ------------------------------------- | ------------- | ------------------------------ |
| 115        | 1         | Chardee MacDennis 2: Elektronischer Boogaloo        | Chardee MacDennis 2: Electric Boogaloo          | 6. Jan. 2016         | 23. Nov. 2021                         | Heath Cullens | Rob McElhenney & Charlie Day   |
| 116        | 2         | Frank fällt aus dem Fenster                         | Frank Falls Out the Window                      | 13. Jan. 2016        | 23. Nov. 2021                         | Heath Cullens | David Hornsby                  |
| 117        | 3         | Die Clique geht skifahren                           | The Gang Hits the Slopes                        | 20. Jan. 2016        | 23. Nov. 2021                         | Heath Cullens | Dave Chernin & John Chernin    |
| 118        | 4         | Dee dreht einen schmutzigen Film                    | Dee Made A Smut Film                            | 27. Jan. 2016        | 23. Nov. 2021                         | Todd Biermann | Eric Ledgin                    |
| 119        | 5         | Mac und Dennis ziehen an den Stadtrand              | Mac & Dennis Move to the Suburbs                | 3. Feb. 2016         | 23. Nov. 2021                         | Todd Biermann | Hunter Covington               |
| 120        | 6         | Ein Tag im Leben von Frank                          | Being Frank                                     | 10. Feb. 2016        | 23. Nov. 2021                         | Heath Cullens | Scott Marder                   |
| 121        | 7         | McPoyle vs. Ponderosa: Der Prozess des Jahrhunderts | McPoyle vs. Ponderosa: The Trial of the Century | 17. Feb. 2016        | 23. Nov. 2021                         | Todd Biermann | Conor Galvin                   |
| 122        | 8         | Charlie fängt einen Kobold                          | Charlie Catches a Leprechaun                    | 24. Feb. 2016        | 23. Nov. 2021                         | Heath Cullens | Jon Silberman & Josh Silberman |
| 123        | 9         | Die Clique kommt in die Hölle (1)                   | The Gang Goes to Hell                           | 2. März 2016         | 23. Nov. 2021                         | Todd Bierman  | David Hornsby & Scott Marder   |
| 124        | 10        | Die Clique kommt in die Hölle (2)                   | The Gang Goes to Hell: Part Two                 | 9. März 2016         | 23. Nov. 2021                         | Todd Biermann | David Hornsby & Scott Marder   |

## Staffel 12
Die Erstausstrahlung der zwölften Staffel erfolgte vom 4. Januar bis zum 8. März 2017 auf dem FX-Schwesternsender FXX. Eine deutschsprachige Erstausstrahlung wurde am 7. Dezember 2021 auf dem Streaming-Dienst Sky Ticket veröffentlicht. Eine lineare Ausstrahlung wurde vom 7. Dezember bis zum 21. Dezember 2021 auf dem hauseigenen Sender Sky Comedy vorgenommen.
| Nr. (ges.) | Nr. (St.) | Deutscher Titel                         | Originaltitel                           | Erstausstrahlung USA | Deutschsprachige Erstausstrahlung (D) | Regie           | Drehbuch                                     |
| ---------- | --------- | --------------------------------------- | --------------------------------------- | -------------------- | ------------------------------------- | --------------- | -------------------------------------------- |
| 125        | 1         | Die Clique wird schwarz                 | The Gang Turns Black                    | 4. Jan. 2017         | 7. Dez. 2021                          | Matt Shakman    | Rob McElhenney, Glenn Howerton & Charlie Day |
| 126        | 2         | Die Clique fährt zum Wasserpark         | The Gang Goes to a Water Park           | 11. Jan. 2017        | 7. Dez. 2021                          | Matt Shakman    | Eric Ledgin                                  |
| 127        | 3         | Das Haus der alten Damen: Eine Sitcom   | Old Lady House: A Situation Comedy      | 18. Jan. 2017        | 7. Dez. 2021                          | Maurice Marable | Dannah Phirman & Danielle Schneider          |
| 128        | 4         | Wolf Cola: Ein PR-Alptraum              | Wolf Cola: A Public Relations Nightmare | 25. Jan. 2017        | 7. Dez. 2021                          | Matt Shakman    | David Hornsby & Scott Marder                 |
| 129        | 5         | Dennis Reynolds wird zum Mörder erklärt | Making Dennis Reynolds a Murderer       | 1. Feb. 2017         | 7. Dez. 2021                          | Maurice Marable | Conor Galvin                                 |
| 130        | 6         | Held oder Hassredner?                   | Hero or Hate Crime?                     | 8. Feb. 2017         | 7. Dez. 2021                          | Jamie Babbit    | Rob McElhenney, Glenn Howerton & Charlie Day |
| 131        | 7         | Posttraumatische Belastungsstörung      | PTSDee                                  | 15. Feb. 2017        | 7. Dez. 2021                          | Jamie Babbit    | Rob McElhenney, Glenn Howerton & Charlie Day |
| 132        | 8         | Die Clique steht hinter der Bar         | The Gang Tends Bar                      | 22. Feb. 2017        | 7. Dez. 2021                          | Matt Shakman    | Megan Ganz                                   |
| 133        | 9         | Crickets Geschichte                     | A Cricket's Tale                        | 1. März 2017         | 7. Dez. 2021                          | Jamie Babbit    | David Hornsby & Scott Marder                 |
| 134        | 10        | Dennis’ Doppelleben                     | Dennis’ Double Life                     | 8. März 2017         | 7. Dez. 2021                          | Matt Shakman    | Rob McElhenney, Glenn Howerton & Charlie Day |

## Staffel 13
Die Erstausstrahlung der dreizehnten Staffel erfolgte vom 5. September bis zum 7. November 2018 auf dem FX-Schwesternsender FXX. Eine deutschsprachige Erstausstrahlung wurde am 11. Januar 2022 auf dem Streaming-Dienst Sky Ticket veröffentlicht. Eine lineare Ausstrahlung wurde vom 11. Januar bis zum 18. Januar 2022 auf dem hauseigenen Sender Sky Comedy vorgenommen.
| Nr. (ges.) | Nr. (St.) | Deutscher Titel                                | Originaltitel                        | Erstausstrahlung USA | Deutschsprachige Erstausstrahlung (D) | Regie         | Drehbuch                            |
| ---------- | --------- | ---------------------------------------------- | ------------------------------------ | -------------------- | ------------------------------------- | ------------- | ----------------------------------- |
| 135        | 1         | Die Clique bringt das Paddy's auf Vordermann   | The Gang Makes Paddy's Great Again   | 5. Sept. 2018        | 11. Jan. 2022                         | Todd Biermann | David Hornsby                       |
| 136        | 2         | Die Clique entkommt                            | The Gang Escapes                     | 12. Sept. 2018       | 11. Jan. 2022                         | LP            | Megan Ganz                          |
| 137        | 3         | Die Clique schlägt Boggs: Die Frauen sind dran | The Gang Beats Boggs: Ladies' Reboot | 19. Sept. 2018       | 11. Jan. 2022                         | Kat Coiro     | Dannah Phirman & Danielle Schneider |
| 138        | 4         | Die Stunde schlägt                             | Time's Up for the Gang               | 26. Sept. 2018       | 11. Jan. 2022                         | Kat Coiro     | Megan Ganz                          |
| 139        | 5         | Die Clique bekommt fahrbare Untersätze         | The Gang Gets New Wheels             | 3. Okt. 2018         | 11. Jan. 2022                         | Todd Biermann | Conor Galvin                        |
| 140        | 6         | Die Clique löst ein Toilettenproblem           | The Gang Solves the Bathroom Problem | 10. Okt. 2018        | 18. Jan. 2022                         | Josh Drisko   | Erin Ryan                           |
| 141        | 7         | Eine Clip-Show mit der Clique                  | The Gang Does a Clip Show            | 17. Okt. 2018        | 18. Jan. 2022                         | Todd Biermann | Dannah Phirman & Danielle Schneider |
| 142        | 8         | Charlie allein zu Haus                         | Charlie's Home Alone                 | 24. Okt. 2018        | 18. Jan. 2022                         | Kat Coiro     | Adam Weinstock & Andy Jones         |
| 143        | 9         | Die Clique gewinnt das Big Game                | The Gang Wins the Big Game           | 31. Okt. 2018        | 18. Jan. 2022                         | Kat Coiro     | Conor Galvin                        |
| 144        | 10        | Mac findet seinen Stolz                        | Mac Finds His Pride                  | 7. Nov. 2018         | 18. Jan. 2022                         | Todd Biermann | Rob McElhenney & Charlie Day        |

## Staffel 14
Die Erstausstrahlung der vierzehnten Staffel erfolgte vom 25. September bis zum 20. November 2019 auf dem FX-Schwesternsender FXX. Eine deutschsprachige Erstausstrahlung wurde am 25. Januar 2022 auf dem Streaming-Dienst Sky Ticket veröffentlicht. Eine lineare Ausstrahlung wurde vom 25. Januar bis zum 15. Februar 2022 auf dem hauseigenen Sender Sky Comedy vorgenommen. Dabei wurde allerdings die 3. Episode der Staffel ausgelassen.
| Nr. (ges.) | Nr. (St.) | Deutscher Titel             | Originaltitel                  | Erstausstrahlung USA | Deutschsprachige Erstausstrahlung (D) | Regie               | Drehbuch                            |
| ---------- | --------- | --------------------------- | ------------------------------ | -------------------- | ------------------------------------- | ------------------- | ----------------------------------- |
| 145        | 1         | Romantische Zeiten          | The Gang Gets Romantic         | 25. Sept. 2019       | 25. Jan. 2022                         | Glenn Howerton      | Rob McElhenney & Charlie Day        |
| 146        | 2         | Thunder Gun 4: Maximum Cool | Thunder Gun 4: Maximum Cool    | 2. Okt. 2019         | 25. Jan. 2022                         | Heath Cullens       | Conor Galvin                        |
| 147        | 3         | —                           | Dee Day                        | 9. Okt. 2019         | —                                     | Pete Chatmon        | Megan Ganz                          |
| 148        | 4         | Retter in der Not           | The Gang Chokes                | 16. Okt. 2019        | 25. Jan. 2022                         | Glenn Howerton      | John Howell Harris                  |
| 149        | 5         | Gruppenchat                 | The Gang Texts                 | 23. Okt. 2019        | 1. Feb. 2022                          | Tim Roche           | Rob McElhenney & Charlie Day        |
| 150        | 6         | Philly Noir                 | The Janitor Always Mops Twice  | 30. Okt. 2019        | 1. Feb. 2022                          | Heath Cullens       | Megan Ganz                          |
| 151        | 7         | Klimawandel                 | The Gang Solves Global Warming | 6. Nov. 2019         | 8. Feb. 2022                          | Pete Chatmon        | Rob McElhenney & Charlie Day        |
| 152        | 8         | Der Springer                | Paddy's Has a Jumper           | 13. Nov. 2019        | 15. Feb. 2022                         | Kimberly McCullough | Dannah Phirman & Danielle Schneider |
| 153        | 9         | Frauenrechte                | A Woman's Right to Chop        | 20. Nov. 2019        | 8. Feb. 2022                          | Pete Chatmon        | Dannah Phirman & Danielle Schneider |
| 154        | 10        | Big Mo                      | Waiting for Big Mo             | 20. Nov. 2019        | 15. Feb. 2022                         | Pete Chatmon        | David Hornsby                       |